# ペタシン
ペタシン(petasin)は、フキ属(Petasites )に見られる天然の化合物である。化学的には、アンゲリカ酸のペタソールエステルで、セスキテルペンに分類される。

## 概要
日本原産であるフキに多く含まれる化合物。

## 人への作用
岐阜大学大学院の平島一輝特任助教らの研究グループはこのペタシンに抗がん効果があることを発見した。ペタシンは乳がんや胃がんなどほぼ全てのがんに対して効果がある他、従来の抗がん剤と異なり正常な細胞への副作用が抑えられることも特筆される。

### 作用
ペタシンは細胞の栄養素を取り込むために必要なミトコンドリアの呼吸鎖複合体ETCC1を阻害する。このペタシンのETCC1阻害はがん細胞に特徴的なエネルギー代謝を阻害し選択的にがん細胞を阻害する。ETCC1阻害という方法での抗がん剤への実用化自体は元から存在していたが通常細胞の代謝も阻害し副作用が強く出るためから実用的ではなかった。だがペタシンは選択的に阻害するため通常細胞への影響は少なくがん細胞には強い阻害作用を発揮する。